# Švábovce
Švábovce (Hongaars: Svábfalva, Duits: Schwabsdorf) is een Slowaakse gemeente in de regio Prešov, en maakt deel uit van het district Poprad.
Švábovce telt 1.221 inwoners.